# Langeberg
La municipalité de Langeberg (anciennement Breede River/Winelands avant 2009) est une municipalité locale de la province du Cap-Occidental située dans le district de Cape Winelands en Afrique du Sud. Le siège de la municipalité est à Ashton.

## Démographie
Selon le recensement de 2011, les 97 724 résidents de la municipalité de Langeberg sont majoritairement issus de la population coloured (70,31 %). Les populations noires et les populations blanches représentent respectivement 16,25 % et 12,26 % des habitants.
Les habitants ont très majoritairement l'afrikaans pour langue maternelle (82,52 %).

## Localités de Langeberg

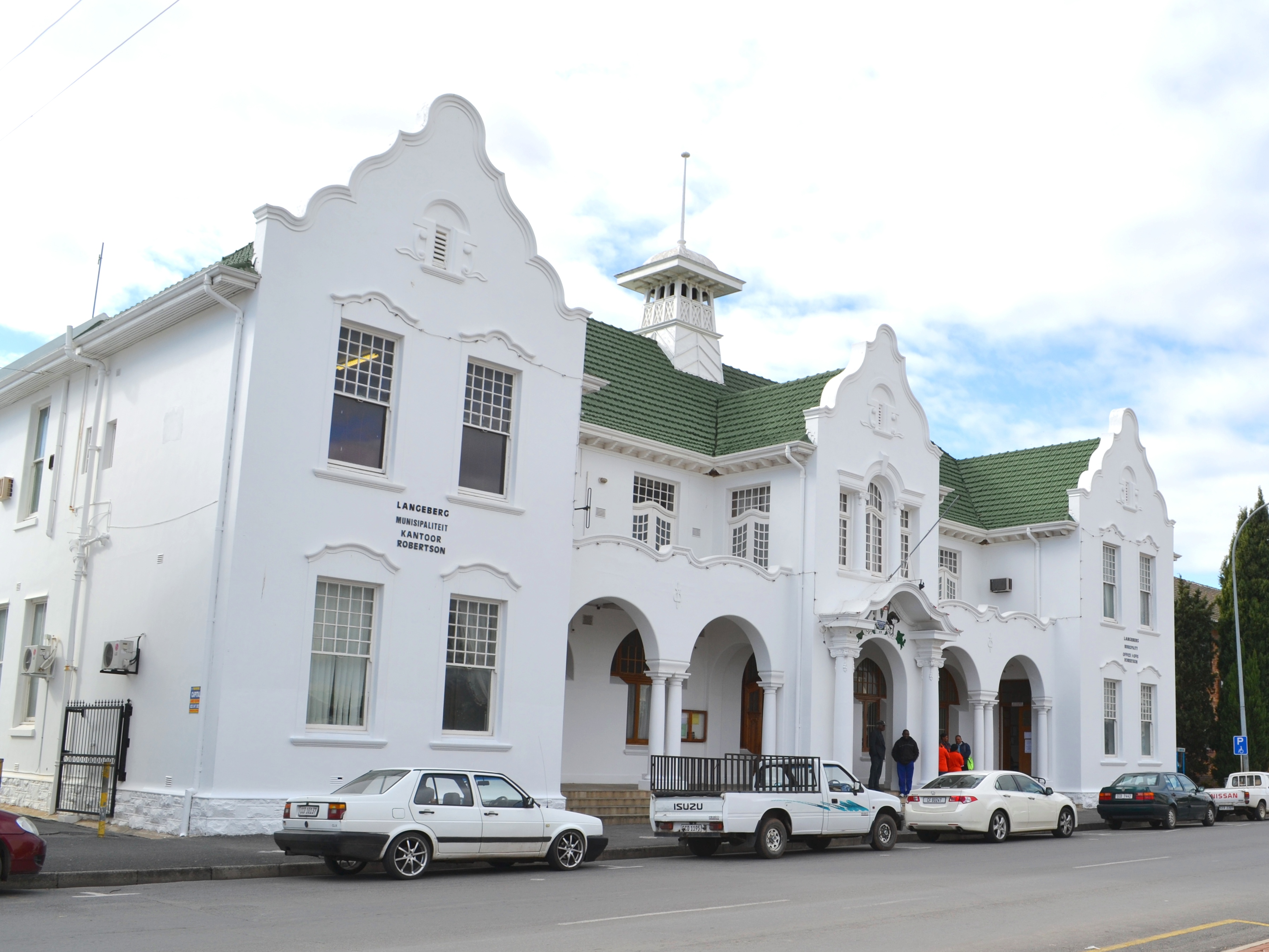
Hôtel de ville de Robertson.

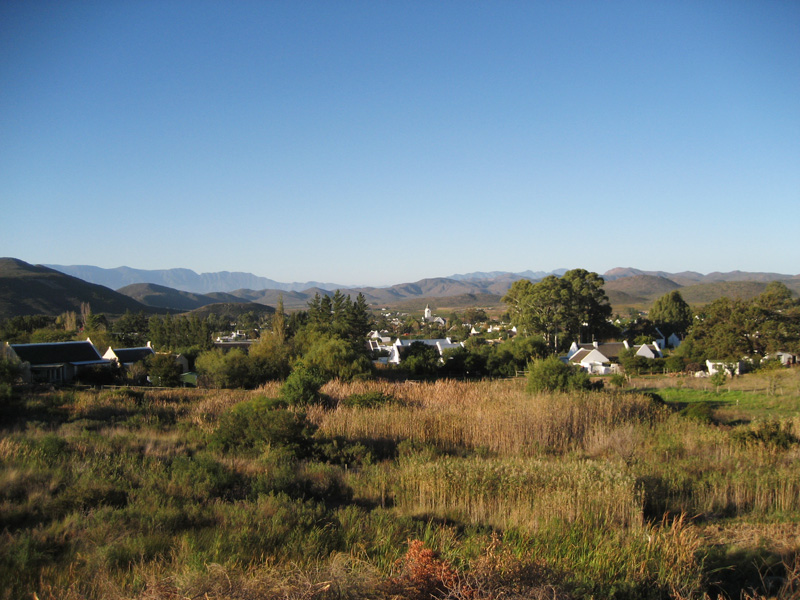
Le village de McGregor.

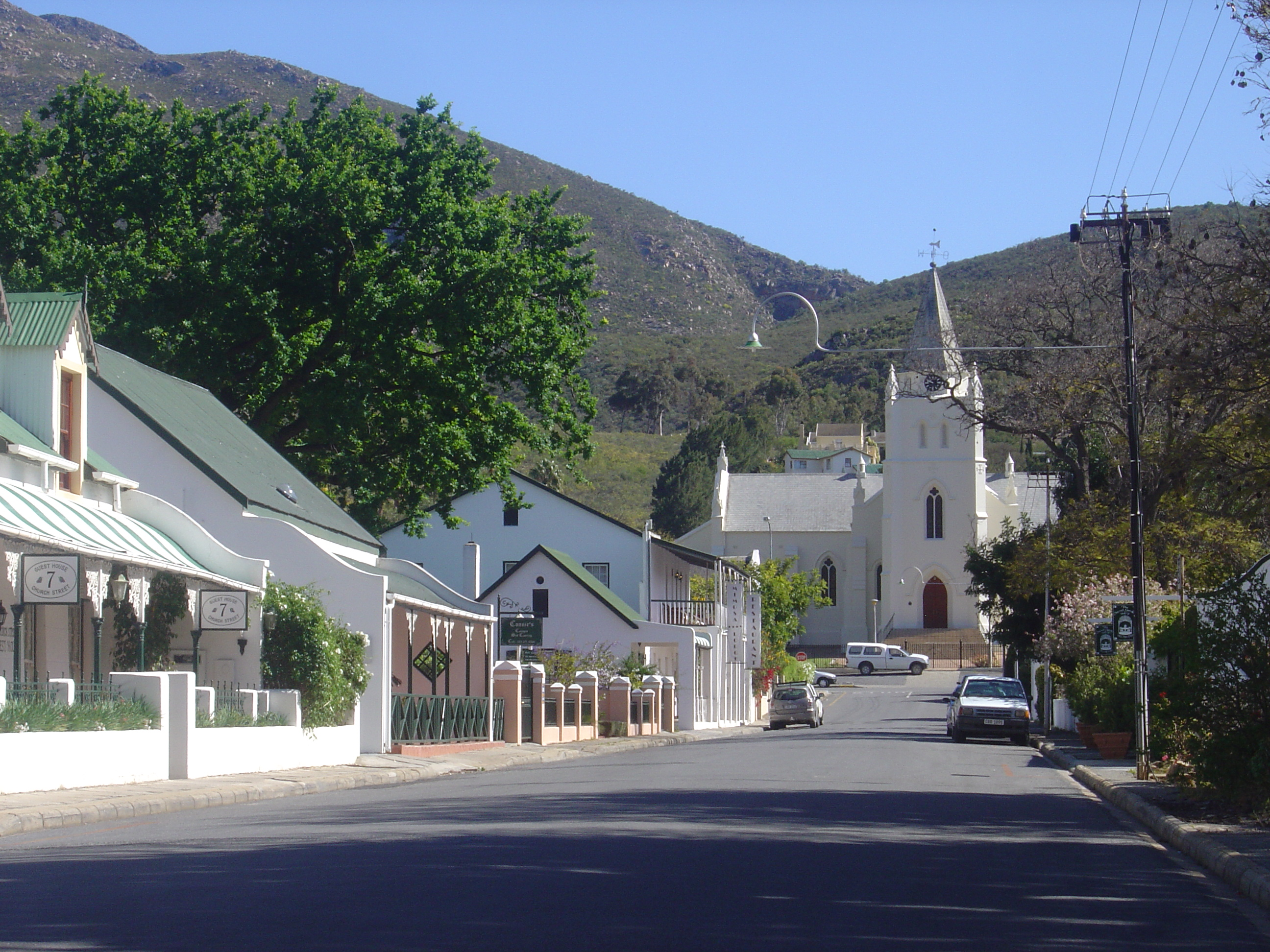
La ville de Montagu.

La municipalité de Langeberg administre les localités suivantes : 
| Villes, villages et localités | Code   | Population | Superficie (km2) | Langue maternelle dominante |
| ----------------------------- | ------ | ---------- | ---------------- | --------------------------- |
| Ashton                        | 169006 | 7 727      | 22,11            | Afrikaans                   |
| Bonnievale                    | 169007 | 9 092      | 27,07            | Afrikaans                   |
| McGregor                      | 169008 | 3 125      | 22,03            | Afrikaans                   |
| Montagu                       | 169001 | 15 176     | 32,71            | Afrikaans                   |
| Nkqubela                      | 169004 | 5 786      | 0,72             | IsiXhosa                    |
| Robertson                     | 169003 | 21 929     | 22,73            | Afrikaans                   |
| Zolani                        | 169005 | 5 598      | 1,37             | IsiXhosa                    |
| Zone rurale                   | 169002 | 29 292     | 8 100,45         | Afrikaans                   |
| Total                         | 169    | 97 724     | 4 517,92         | Afrikaans                   |

## Historique
La municipalité locale actuelle de Langeberg a été constituée en 2000 à la suite de la réforme des gouvernements locaux. Baptisée Breede River/Winelands à l'origine, elle a pris en 2009 le nom de  Langeberg, auparavant utilisé par l'actuelle municipalité d'Hessequa.

## Administration
La municipalité se compose de 23 sièges de conseillers municipaux.
Lors des élections municipales de 2016, l'Alliance démocratique remporta 51,03 % des voix et douze des 23 sièges de conseillers municipaux contre, notamment, 27,32 % des voix et six sièges au congrès national africain (ANC).  

### Liste des maires
| Maires depuis 2000       | Parti politique du maire | Terme                 |
| ------------------------ | ------------------------ | --------------------- |
| John Ngonyama            | ANC                      | 2001-2011             |
| Diana Gagiano            | DA                       | 2011-2016             |
| Henry Jansen (1955-2020) | DA                       | aout 2016 - juin 2020 |
| Schalk van Eeden         | DA                       | Depuis aout 2020      |